# N (kana)

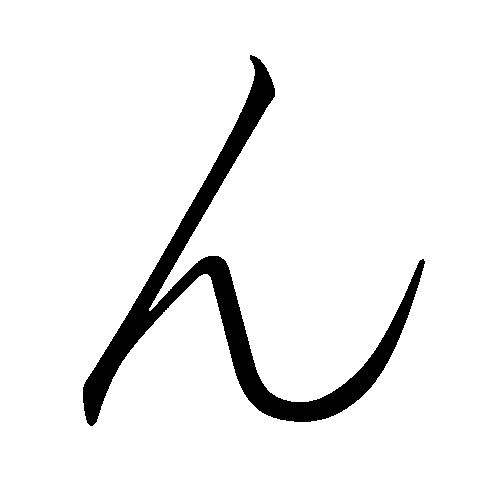
N w hiraganie

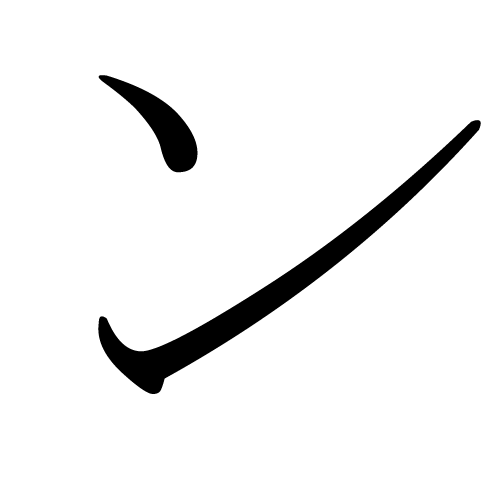
N w katakanie

N – ostatni, czterdziesty szósty znak japońskich sylabariuszy hiragana (ん) i katakana (ン). Reprezentuje on zwykle spółgłoskę nosową dziąsłową (polskie n) i jest jedynym znakiem kana, który nie jest zakończony samogłoską. To także jedyny znak kana, który nigdy nie stoi na początku wyrazu (z wyjątkiem niektórych zapożyczeń, zwłaszcza nazw miejsc, np. ンゴロンゴロ, Ngorongoro). Podobny w wymowie jest znak nu.
W przypadku występowania przed m, p, b, znak ten wymawia się jak polskie m.
Znak ten wywodzi się od znaku mu (む), gdyż dźwięk, jaki reprezentuje, był dawniej zapisywany tym znakiem. Z racji tego n początkowo nie zaliczał się do „Tablicy 50 dźwięków” (Kana gojūon). Forma zapisu tego znaku w hiraganie pochodzi od kanji 无, natomiast w katakanie od kanji 尓.